# Tom Frost
Pour les articles homonymes, voir Frost.
Thomas McCallay Frost, dit Tom Frost, est un grimpeur et alpiniste américain né le 30 juin 1936 à Hollywood en Californie et mort le 24 août 2018 à Oakdale en Californie.
Il est aussi concepteur et fabricant de matériel d'escalade, ainsi que photographe.

## Biographie
Tom Frost naît le 30 juin 1936, à Hollywood en Californie.
En 1958, il obtient son diplôme d'ingénieur de l'Université Stanford en Californie. Membre du Stanford Alpine Club, il fait ses premières ascensions dans la vallée de Yosemite.
En 1961, il effectue la deuxième ascension du Nose à El Capitan, avec Royal Robbins, Chuck Pratt et Joe Fitschen, et la première ascension de la face Nord-Est du Disappointment Peak (YDS IV, 5.9, A3) dans le Grand Teton, avec Yvon Chouinard.
Du 12 au 24 septembre 1962, il fait la première ascension de Salathé wall (YDS VI, 5.10, A3), en trois fois, avec Royal Robbins et Chuck Pratt; puis du 17 et 25-26 juillet 1963, la première de la face Sud de l'aiguille du Fou dans le massif du Mont-Blanc, avec John Harlin, Stewart Fulton et Gary Hemming; et toujours en 1963, la première ascension du Kangtega avec Edmund Hillary.
En 1964, il effectue la première ascension de North America Wall (YDS VI, 5.8, A5) à El Capitan avec Robbins, Pratt et Chouinard : « For the first time in the history of the sport, Americans lead the world ».
Du 10 au 13 août 1968, il fait la première ascension de la  Tour de la Fleur de Lotus (YDS V, 5.8, A2) dans le cirque des Parois impossibles (Logan Mountains), dans les Territoires du Nord-Ouest au Canada, avec Sandy Bill et Jim McCarthy.
Son expédition de la face Sud de l'Annapurna, où il atteint 7 500 m d'altitude, date de 1970: en 1979, il fait le Ama Dablam, avant d'explorer la voie nouvelle au  Kangtega avec Jeff Lowe en 1986.
Il meurt le 24 août 2018 à Oakdale en Californie.

## Matériel d'escalade
Avec Yvon Chouinard, Tom Frost a inventé en 1959 le RURP (Realized Ultimate Reality Piton), un piton très fin, utilisé pour l'ascension de Kat Pinnacle une  très fine fissure, l'escalade artificielle la plus dure de l'époque. Il a par la suite collaboré avec Chouinard pendant des années dans la conception et la fabrication de matériel d'escalade, dans les sociétés Great Pacific Iron Works  et Chouinard Equipment Ltd. Tom Frost se décrit lui-même comme un « ingénieur en piton » (piton engineer). À partir de 1997, il possède une fabrique de matériel d'escalade, FROSTWORKS.

## Photographie
Tom Frost est aussi un photographe de montagne connu pour ses photos lors de premières ascensions. Selon  l'alpiniste et photographe Glen Denny : « Most of the climbing photos you see now are prearranged setups for the camera on much-traveled routes. The impressive thing about Frost is that his classic images were seen, and photographed, during major first ascents. In those awesome situations he led, cleaned, hauled, day after day and--somehow--used his camera with the acuity of a Cartier-Bresson strolling about a piazza. Extremes of heat and cold, storm and high altitude, fear and exhaustion ... it didn't matter. He didn't seem to feel the pressure. ». Les photos de Frost ont été utilisées dans Advanced Rockcraft (1973) de Royal Robbins, Climbing Ice (1978) de Yvon Chouinard et le célèbre Fifty Classic Climbs of North America de Steve Roper et Allen Steck.
En 1979, il a fondé avec Gary Regester la société Chimera Photographic Lighting, spécialisée dans le matériel d'éclairage pour la photo et le cinéma.

## Interventions publiques
Promoteur du clean climbing, Tom Frost s'est élevé dans une conférence à Innsbruck en 2002 contre l'usage excessif des pitons à expansion dans l'escalade sportive, et surtout leur emploi dans des voies ouvertes sans. Il a joué un rôle décisif dans la sauvegarde du Camp 4 en 1997